# قهوه‌خانه حاج علی درویش
قهوه‌خانه حاج علی درویش یکی از قهوه‌خانه‌های معروف تهران است که در بازار بزرگ کنار مسجد حاج عبدالله واقع شده و بیش از صد سال قدمت دارد. این قهوه‌خانه را برخی کوچکترین قهوه‌خانهٔ جهان دانسته‌اند.